# Coupe d'Albanie de football 2005-2006
Navigation
Édition précédente Édition suivante
La Coupe d'Albanie de football 2005-2006 est la 54e édition de la Coupe d'Albanie de football, dont le tenant du titre est le KF Teuta Durrës.
Le vainqueur reçoit une place pour le premier tour de qualification de la Coupe UEFA 2006-2007.
La compétition débute avec le tour préliminaire le 28 août 2005 et se clôt par la finale, le 10 mai 2006, à Lushnjë.
Le KF Tirana remporte sa 13e Coupe d'Albanie en s'imposant en finale contre le  KF Vllaznia Shkodër sur le score de 1-0.

## Tour préliminaire
Les matchs sont joués les 28 août et 4 septembre 2005.
| Équipe 1 | Score         | Équipe 2 | Aller | Retour |
| -------- | ------------- | -------- | ----- | ------ |
| Memaliaj | 2–4           | Delvina  | 1–3   | 1–1    |
| Maliqi   | 1–2           | Devolli  | 1–1   | 0–1    |
| Iliria   | 6–2           | Dajti    | 3–0   | 3–2    |
| Çakrani  | 7–0           | Bylis    | 5–0   | 2–0    |
| Tërbuni  | 1–4           | Veleçiku | 0–1   | 1–3    |
| Korabi   | 2–7           | Burreli  | 1–3   | 1–4    |
| Përmeti  | 3–1           | Gramozi  | 2–0   | 1–1    |
| Gramshi  | 3–3 (2–4 tab) | Sopoti   | 3–0   | 0–3    |

## Premier tour
Les matchs se jouent les 20 et 27 septembre 2005.
| Équipe 1   | Score        | Équipe 2      | Aller | Retour |
| ---------- | ------------ | ------------- | ----- | ------ |
| Ada        | 1–5          | Partizani     | 0–2   | 1–3    |
| Iliria     | 2–7          | Tirana        | 0–3   | 2–4    |
| Egnatia    | 1–4          | Besa          | 1–1   | 0–3    |
| Kastrioti  | 2–0          | Laçi          | 2–0   | 0–0    |
| Erzeni     | 0–3          | Shkumbini     | 0–1   | 0–2    |
| Burreli    | 1–5          | Dinamo Tirana | 1–1   | 0–4    |
| Turbina    | 2–6          | Elbasani      | 2–6   | 0–0    |
| Besëlidhja | 2–4          | Teuta         | 1–1   | 1–3    |
| Devolli    | 1–1 (3–4 tab | Skenderbeu    | 1–0   | 0–1    |
| Tepelena   | 2–6          | Apolonia      | 2–3   | 0–3    |
| Delvina    | 1–4          | Butrinti      | 1–2   | 0–2    |
| Veleçiku   | 1–11         | Vllaznia      | 1–4   | 0–7    |
| Tomori     | 1–4          | Lushnja       | 1–2   | 0–2    |
| Përmeti    | 3–4          | Luftëtari     | 3–1   | 0–3    |
| Çakrani    | 1–9          | Flamurtari    | 1–2   | 0–7    |
| Sopoti     | 0–7          | Pogradeci     | 0–2   | 0–5    |

## Deuxième tour
Les matchs se jouent les 19 et 26 octobre 2005.
| Équipe 1   | Score | Équipe 2      | Aller | Retour |
| ---------- | ----- | ------------- | ----- | ------ |
| Besa       | 2–3   | Vllaznia      | 1–1   | 1–2    |
| Flamurtari | 1–3   | Teuta         | 0–2   | 1–1    |
| Butrinti   | 1–4   | Shkumbini     | 1–0   | 0–4    |
| Luftëtari  | 1–4   | Lushnja       | 0–1   | 1–3    |
| Pogradeci  | 3–5   | Elbasani      | 2–0   | 1–5    |
| Kastrioti  | 1–3   | Partizani     | 1–0   | 0–3    |
| Skenderbeu | 1–8   | Dinamo Tirana | 0–2   | 1–6    |
| Apolonia   | 1–6   | Tirana        | 0–1   | 2–5    |

## Quarts de finale
Les matchs se jouent les 15 et 29 mars 2005.
| Équipe 1      | Score | Équipe 2  | Aller | Retour |
| ------------- | ----- | --------- | ----- | ------ |
| Tirana        | 4–3   | Partizani | 1–1   | 3–2    |
| Teuta         | 4–6   | Elbasani  | 3–3   | 1–3    |
| Dinamo Tirana | 6–0   | Lushnja   | 4–0   | 2–0    |
| Vllaznia      | 3–0   | Shkumbini | 1–0   | 2–0    |

## Demi-finales
Les matchs se jouent les 12 et 26 avril 2005.
| Équipe 1 | Score | Équipe 2      | Aller | Retour |
| -------- | ----- | ------------- | ----- | ------ |
| Tirana   | 4–3   | Dinamo Tirana | 4–2   | 0–1    |
| Vllaznia | 3–2   | Elbasani      | 2–0   | 1–2    |

## Finale
| 10 mai 2006 | Tirana   | 1–0 | Vllaznia | Roza Haxhiu Stadium, Lushnjë                   |                                                |
| 19 h 00     | Duro 65e |     |          | Spectateurs : 4 400 Arbitrage : Stefano Farina | Spectateurs : 4 400 Arbitrage : Stefano Farina |
| 19 h 00     | Rapport  |     |          | Spectateurs : 4 400 Arbitrage : Stefano Farina | Spectateurs : 4 400 Arbitrage : Stefano Farina |